# Eugenia chlorocarpa
Eugenia chlorocarpa är en myrtenväxtart som beskrevs av Otto Karl Berg. Eugenia chlorocarpa ingår i släktet Eugenia och familjen myrtenväxter. Inga underarter finns listade i Catalogue of Life.